# 董家渡聖フランシスコ・ザビエル教会
董家渡聖フランシスコ・ザビエル教会（とうかどせいフランシスコ・ザビエルきょうかい、中国語：董家渡聖方濟各沙勿略堂） 、中国語：董家渡聖方濟各沙勿略堂）は、1950年代以前のカトリック上海教区司教座聖堂であり、中華人民共和国上海市黄浦区董家渡路185号に所在する2,000人を収容可能な中国初の大型のカトリック教会である。

## 歴史
1844年に調印された黄埔条約は、カトリック教会が通商港で公に宣教して教会を建設してよいと規定していた。1847年11月21日、イタリアの宣教師であるロトンド・マリア・（デイ・コンティ）ベジ（Lodovico Maria (dei Conti) Besi, 中国名：羅伯済）司教は董家渡江南教区司教座聖堂の定礎式を司式し、1853年4月4日の枝の主日に正式に開堂した。16世纪にイエズス会が東アジアに派遣した初の宣教師である聖フランシスコ・ザビエルを守護聖人としている。教会の設計者は范廷佐神父で、仿照ローマのイエズス会の本部であるジェズ教会の建築を真似ており、バロック様式に属している。教会内には周囲が10メートルの柱や中国式の蓮花と仙鶴図案があり、特色となっている。
この教会の周囲には、上海で最も早くカトリックを信仰した信者が住み着き、太平天国の乱の間、多くのジャンク船の船乗りをしていた信者が董家渡に移ってきた。1933年、教会は中国人神父が管理し、各教会の神父は皆ここで静修や夏期の休暇を過ごし、年老いた神父はここで療養した。
1966年の文化大革命中に、教会は閉鎖されて工場に倉庫として占用された。1982年には僅かに附属の建物100平方メートルが返還されただけであり、間に合わせで簡単であるが、ミサが回復した。1984年、教会の大部分が回復し、中国天主教愛国会の李思徳司教は聖堂回復の荘厳ミサを司式した。2000年5月1日、教会は全部返還され、修缮後の9月17日に、同じく中国天主教愛国会所属の金魯賢司教の司式により荘厳ミサが捧げられた。
1993年7月14日には上海市文物保護単位であると公布された。